# Zoltán Steinhübel
Zoltán Ludovic Steinhübel ( n. 16 februarie 1952, în Arad, Județul Arad) este un ceramist și grafician din România. 

## Biografie
Studii: Institutul de Arte Plastice „Ioan Andreescu”, Cluj-Napoca, specializarea ceramică–sticlă, promoția 1980.
- Membru al UAP, Filiala Arad.

## Expoziții

### Expoziții de grup
Din 1980 expune frecvent la Saloanele anuale ale Filialei UAP Arad, la expoziții de grup, festive, omagiale, deschise la Arad, Timișoara, Deva, Reșița, Baia-Mare, Alba Iulia, Cluj, ș.a.
Participă la
Expoziții colective în țară :
- 1981,1982,1983 - Expoziția  Cenaclului Tineretului „ Copacul ”
- 1984 - Expoziția „ Estetica Urbană ”
- 1987 - Expoziția Filialei U.A.P.din Arad,Sala „ Dalles ” București.
- 1989 - Expoziția Filialei U.A.P din Arad,Timișoara.
- 1996 - Expoziția „ Academia 70” Cluj.
- 2005 - Expoziția „ Fundației „ Alma Mater ”, Arad.
- 1997 - Expoziția Fundației „ Alma Mater ”  la Târgu Secuiesc , Sfântu Gheorghe ,Odorheiul Secuiesc.
- 2011 - Expoziția „ Fundației „ Alma Mater ”, Arad.
- 2011 - Expoziția „ Fundației „ Alma Mater ”, Arad.

Prezent în expoziții românești peste hotare: 
- Oroshaza - Ungaria (1981, 2004, 2007);
- Szarvas - Ungaria (1983);
- Bekescsaba - Ungaria (1984 - 1990);
- Zrenjanin - Iugoslavia (1989);
- Gyula - Ungaria (1991, 1992, 1994, 1995, 1996);
- Vicenza - Italia (1991);
- Kaposvar - Ungaria (1997);
- Heiderber - Germania (2000);
- Cohen Zeel - Germania (2001; B
- Budapesta - Ungaria (2006) (Centrul Cultural Românesc).
- Expoziția de Artă Contemporană Românească la Sevilla,Spania (2008 ).
- Expoziția de Artă Plastică Arădeană la Galeria Primăriei Hegyvidék,Budapesta ( 2010,2012 ).
- Expoziție de Artă Plastică la Lendva Serbia ( 2011 ).

Este prezent în expoziții cu participare internațională:
- „Arta decorativă”, Besancon - Franța (1992);
- „Ars poetica”, Kaposvar - Ungaria (1996);
- Expoziția taberei de creație internațională de hârtie manuală din Lipotfa, Kaposvar și Szigetvar - Ungaria (1996 - 1998);
- „Original and/or Copy”, Kaposvar - Ungaria (1998);
- „The Wall”, Kaposvar - Ungaria (1999).
- - Expozitia Simpozionului International de Hârtie Manuală,Csurgó siNagyatád ,Ungaria ( 2001 ).

- A participat la tabere de creație din Gyula (1991, 1992, 1994, 1997), Lipotfa (1996), Simonfa (1999), toate din Ungaria.

Are lucrări în colecții particulare din România, Ungaria, Elveția, Germania, Franța ș.a.
Expoziții bienale:
-1984 - Bienala Natională a Tineretului Alba Iulia
-1987,1997,1999,2001,2003,2005 - Bienala Natională de Desen,Arad
-1998,2000,2002,2004 - Bienala Natională de Sculptură Mică,Arad
-2005 - Bienala Internatională de Artă Contemporană,Arad
-2007 - Expoziția Arad Biennial “Meeting Point”,Arad

### Expoziții personale
- 1983 - Arad ( Galeria „Alfa”);
- 2003 - Arad ( Casa „Jelen” ).
- 2008 - Arad (Galeria „Delta”).
- 2016 - Sala „Clio ” Arad
- 2016 - Galeria Primăriei Hegyvidék Budapesta,Ungaria.
- 2017 -  Casa Artei și al Literaturii Pécs,Ungaria.
- 2017 - Centrul Cultural Pécs,Ungaria.

## Lucrări de artă monumentală
- 1984 - ansamblu modular din porțelan glazurat (3m x 6m), holul Institului de Proiectări al Județului Arad (S.C. Proiect S.A.);
- 1995 - Pictură murală (frescă), Capela bisericii romano - catolică, Schirmitz (Bayern), Germania.

|  | ... Zoltán Steinhübel este un artist polivalent. El întrunește darurile graficianului, pictorului și sculptorului, într-o viziune modernă care transgresează granițele genurilor consacrate ale artei. Pictură pe porțelan, forme spațiale din porțelan glazurat, cupru și sticlă, hârtie manuală prelucrată pentru obținerea unor forme în relief suprapuse pe un fond din același material sau pe pânză, apoi culoarea așternută cu pensula pe hârtie umedă... ...Tehnicismul lui Zoltán Steinhübel pleacă de la convingerea că materialele folosite într-o lungă tradiție ascund posibilități expresive încă neexplorate. De aceea el își „fabrică” singur hârtia pentru a obține diverse texturi prin care acest material dobândește o viață proprie, devenind mediu expresiv. Ea nu mai este un simplu suport al demersului artistic, ci intră în însăși structura operei, ca parte integrantă... ...Culorile naturale, obținute de artistul însuși, aplicate pe hârtia umedă, imprimă imaginii efectul unei fresce patinate de vreme. Dincolo de mijloacele tehnice folosite arta lui Zoltán Steinhübel îmbracă astfel o aură de noblețe. | — Horia Medeleanu 2000 |